# Georgetown (Ontario)
Georgetown je bývalé město v provincii Ontario v Kanadě. Nachází se na řece Credit ve vzdálenosti 60 km od centra Toronta. V roce 2011 ve městě žilo 40 150 obyvatel.

## Dějiny
Město bylo pojmenováno v roce 1837 podle obchodníka George Kennedyho, který se v místě usadil v roce 1821. V roce 1974 bylo spojeno s Actonem a Esquesingem pod novým názvem Halton Hills a zároveň zahrnuto do regionu Halton, který je součástí oblasti Velkého Toronta.